# Pharmacophobie
 Mise en garde médicale
La phobie des médicaments, également connue sous le nom de pharmacophobie, est une crainte de l'utilisation de traitements pharmacologiques. Dans les cas graves, excessifs et irrationnels, il peut s'agir d'un type de phobie spécifique. 
Bien que le manque de sensibilisation du patient ou du médecin aux effets indésirables des médicaments puisse avoir des conséquences graves, une phobie des médicaments peut également avoir de graves effets néfastes sur la santé des patients, par exemple le refus des interventions pharmacologiques nécessaires,,. La phobie des médicaments peut également entraîner des problèmes d'observance vis-à-vis des médicaments prescrits. La phobie des médicaments peut également se manifester chez les parents soucieux de donner des médicaments à leurs enfants. craignant que les médicaments fassent plus de mal que de bien. La phobie des médicaments peut être déclenchée par des réactions désagréables indésirables aux médicaments qui sont parfois prescrits de manière inappropriée ou à des doses excessives. Le manque de sensibilisation à la prédisposition du patient à des effets indésirables (par exemple, les patients anxieux et les personnes âgées) et le fait de ne pas attribuer les effets indésirables au médicament aggravent la phobie. Commencer à de faibles doses et augmenter lentement la dose de médicament peut éviter que la phobie des médicaments à effets secondaires ou aux effets indésirables se développer.
Les craintes liées à l'utilisation de médicaments sont également répandues chez les personnes qui ont subi des effets désagréables de sevrage des psychotropes. Parfois, les patients associent à tort les symptômes d'une maladie ou d'une maladie aiguë aux médicaments utilisés pour traiter la maladie. Cette forme de pharmacophobie peut être traitée en tentant de convaincre le patient de prendre des doses d'essai du médicament ou d'un autre médicament de la même classe de médicaments pour prouver au patient que les symptômes n'étaient pas dus au médicament mais à la maladie traitée par le médicament pris. 

## Voir également
- Liste des phobies